# لويس آرشامبو
لويس آرشامبو هو نحات كندي، ولد في 4 أبريل 1915 في مونتريال في كندا، وتوفي في 27 يناير 2003.